# 1626 en arts plastiques
| Années des arts plastiques : 1623 - 1624 - 1625 - 1626 - 1627 - 1628 - 1629    |
| Décennies des arts plastiques : 1590 - 1600 - 1610 - 1620 - 1630 - 1640 - 1650 |

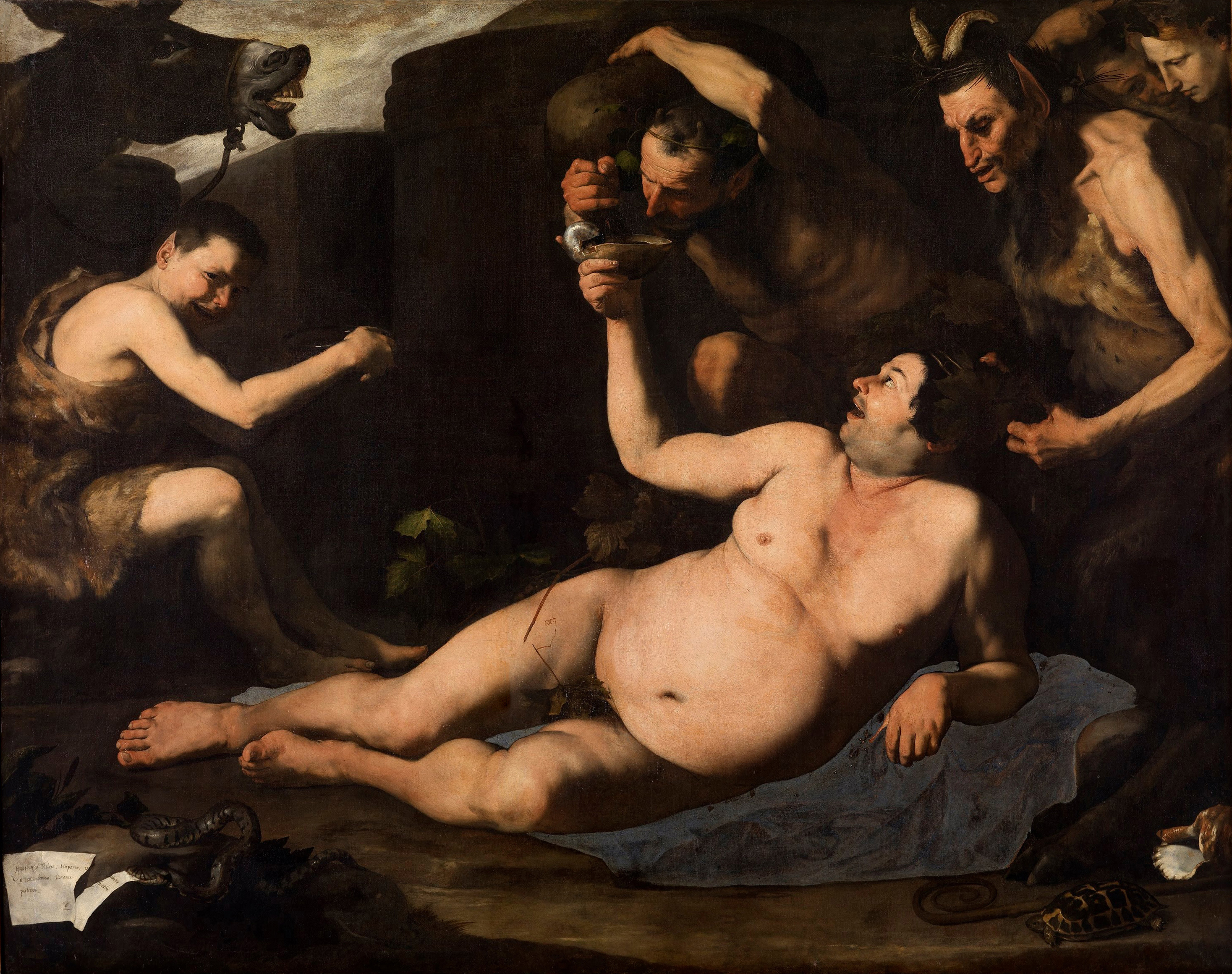
Silène ivre, de José de Ribera.

Cette page concerne l'année 1626 en arts plastiques.

## Œuvres
- Portrait d'Isaac Abrahamsz. Massa, tableau de Frans Hals.
- Autoportrait, huile sur toile de Simon Vouet

## Naissances
- 20 janvier : Guillaume Courtois, peintre français († 15 juin 1679),
- 17 août : Melchior Küsel, graveur allemand († vers 1683),
- 17 septembre : Constantijn à Renesse, graveur et peintre néerlandais († 12 septembre 1680),
- 30 novembre : Cesare Pronti, peintre baroque italien († 22 octobre 1708),
- ? :
  - Lucas Achtschellinck, peintre baroque brabançon spécialisé dans la peinture de paysages († 12 mai 1699).
  - Alessandro Badiale, peintre et graveur baroque italien de l'école bolonaise († 1671),
  - Richard Collin, graveur luxembourgeois († 1698),
  - Simon Ouchakov, peintre iconographe russe († 25 juin 1686),
  - Antoine Paillet, peintre français († 29 juin 1701),
  - Jan Steen, peintre néerlandais († 23 février 1679),
- Vers 1626 :
  - Jan Aertsen Marienhof, peintre néerlandais († 1652),
  - Ignacio Raeth, jésuite brabançon, peintre baroque actif en Espagne  († 1666).

## Décès
- 26 mars : Giovanni Niccolò, jésuite et peintre italien (° 1560),
- 13 avril : Antiveduto Grammatica, peintre baroque italien (° vers 1571),
- 10 juillet : Anastasio Fontebuoni, peintre baroque florentin italien (° 21 septembre 1571),
- 10 août : Willem Backereel, peintre baroque flamand de paysages (° 1570),
- ? : 
  - Santiago Morán, peintre espagnol (° vers 1571),
  - Il Morazzone, peintre italien (° juillet 1573),
  - Adrien de Vries, sculpteur maniériste néerlandais (° 1545).